# Мэджикарп
Мэджика́рп (яп. コイキング Койкингу; англ. Magikarp) — покемон из серии игр, манги и аниме «Покемон», принадлежащей компаниям Nintendo и Game Freak. Дизайн персонажа был разработан Кэном Сугимори совместно с Game Freak. Впервые персонаж появился в видеоиграх Pokémon Red и Blue. 
Покемон обитает в водоёмах — морях, озёрах и прудах, способен жить даже в загрязнённой воде. Мэджикарп, сам по себе, очень слаб и в бою практически бесполезен. Плывя, он барахтается безо всякого толку, что делает его хорошей добычей для хищников вроде Пиджеотто. Однако по достижении двадцатого уровня эволюционирует в Гаярдоса — существо куда более сильное. 
Веб-сайт GamesRadar назвал Мэджикарпа самым бесполезным покемоном всех времён, такое же мнение выразил и IGN. Последний отметил его крайне низкие характеристики и отсутствие возможности выучить его какой-нибудь нормальной атаке. В книге Gaming Cultures and Place in Asia-Pacific высказано мнение, что этот покемон введён в игру специально, чтобы другие виды выглядели более редкими и ценными. 